# 麥迪遜鎮區 (堪薩斯州林肯縣)
麥迪遜鎮區（英語：Madison Township）為美國堪薩斯州林肯縣轄下的鎮區。2010年美国人口普查中此鎮區人口有96人。

## 地理
麥迪遜鎮區涵蓋總面積為93平方（36平方英里），其中陸地面積為92.9平方（35.88平方英里），水域面積為0.31平方（0.12平方英里）或0.33%。海拔高度450（1,480英尺）。

## 人口統計
根據2010年美國人口普查，麥迪遜鎮區人口有96人，其中男性有48人，女性有48人，人口密度為每平方公里1.03人，住房計53戶。鎮區內的白人有89人，非裔美國人有1人，美洲原住民有0人，亞裔美國人有1人，太平洋島裔美國人有0人，其他種族有5人，混血種族則有0人。此外鎮區內有4人為西班牙裔或拉丁裔美國人。此鎮區之年齡中位數為44.7歲，而男性年齡中位數為43歲，女性年齡中位數為46.5歲。

## 交通

### 主要公路
- 70號州際公路
- 40號美國國道